# Burg Altgrafenstein
Die Burg Altgrafenstein, auch Burg Lerchenau genannt, ist die Ruine einer mittelalterlichen Höhenburg südlich von Grafenstein im Bezirk Klagenfurt-Land in Kärnten. Sie war die Stammburg des Geschlechts der Grafensteiner und damit der Kern der späteren Ortsentwicklung von Grafenstein.

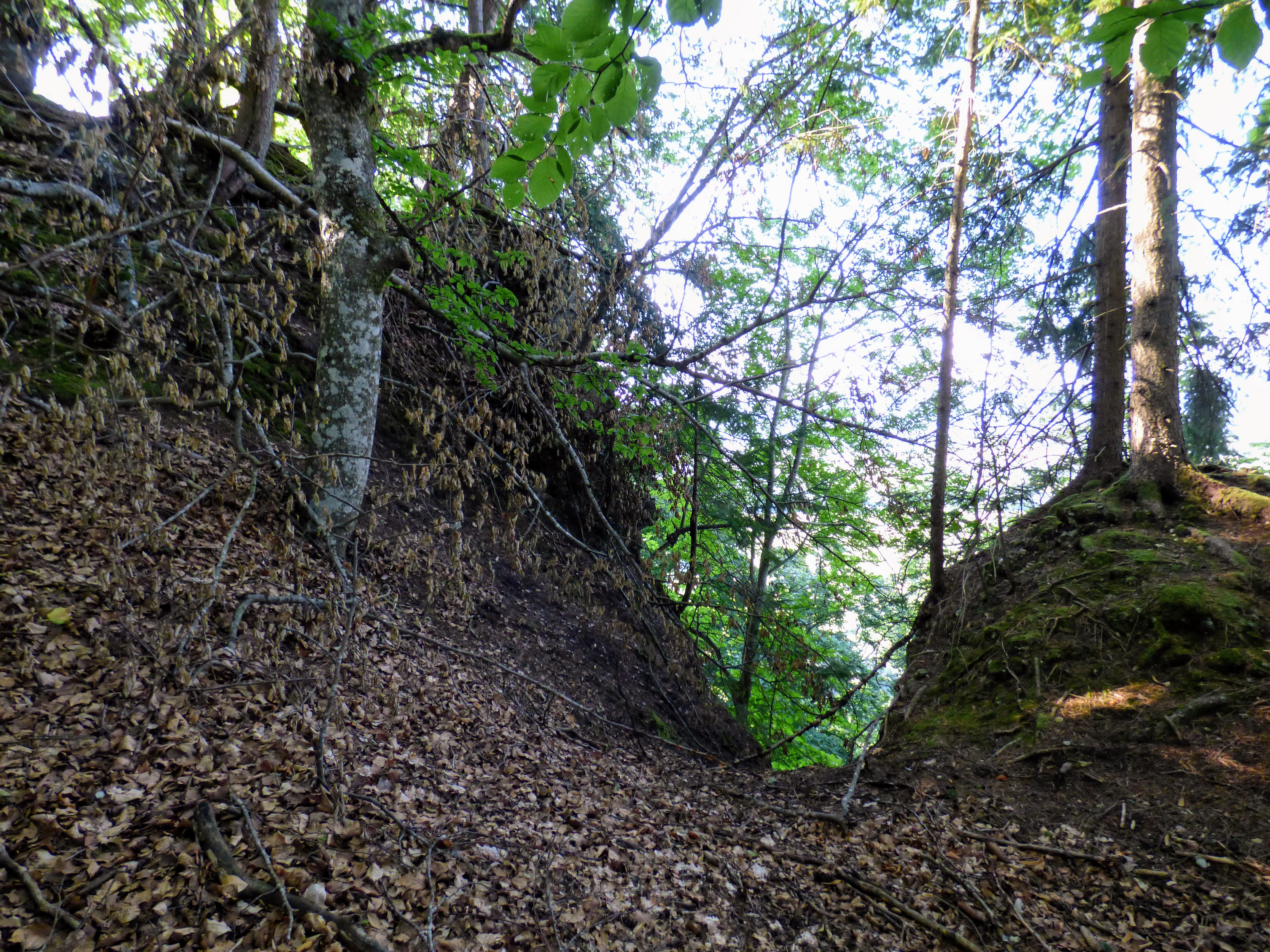
Graben zwischen Hauptburg und Vorburg

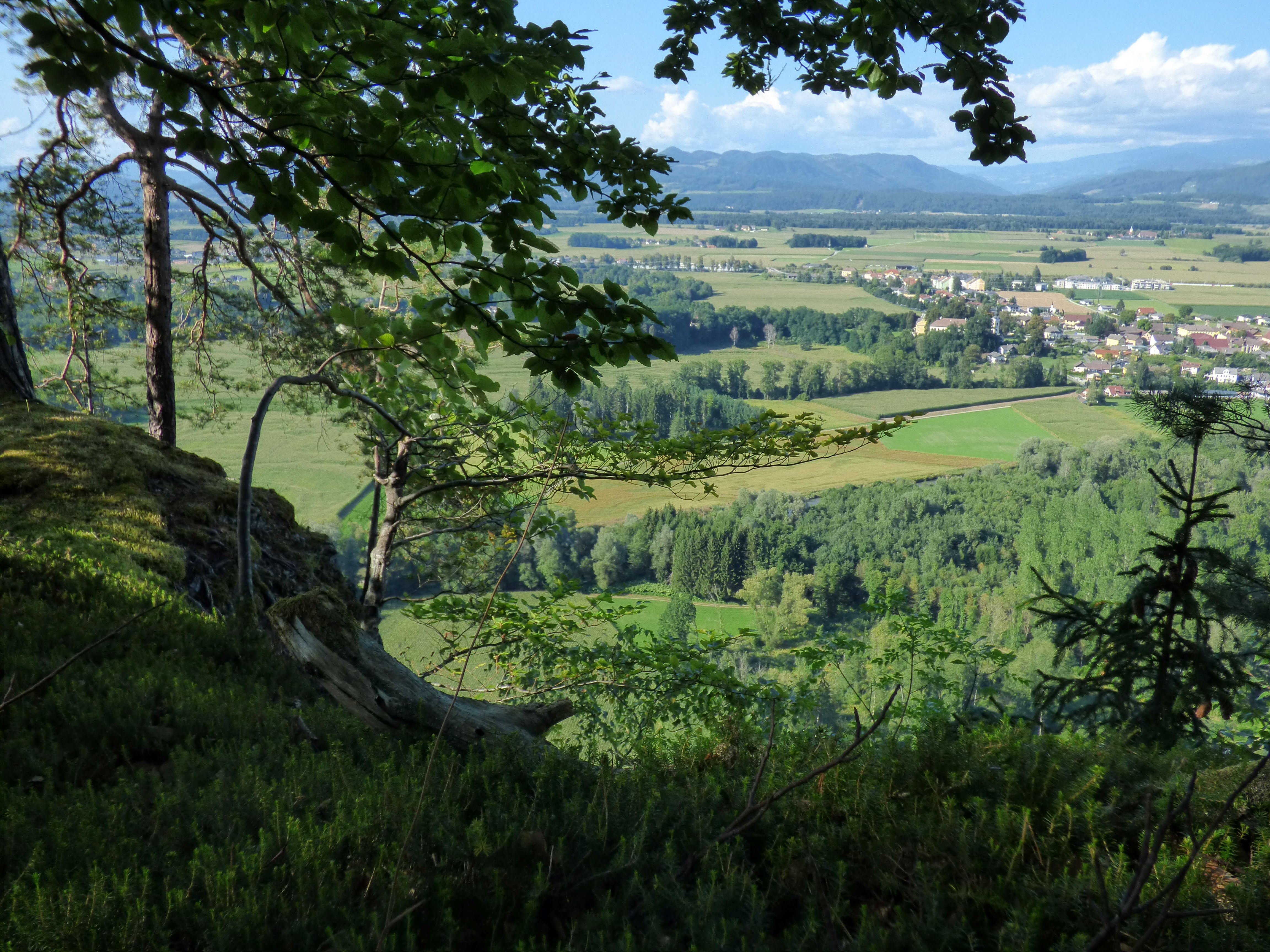
Blick von der Burg hinüber zum Dorf mit Schloss und Kirche

## Lage
Die zerfallene Anlage romanischen Typs liegt am Nordhang des Skarbins, dem östlichsten Ausläufer der Sattnitz, südlich des gleichnamigen Ortes Grafenstein im Klagenfurter Becken. Die Ruine befindet sich auf einem Felskegel von etwa 20 m Höhe, und ist nur von einer Seite her erreichbar.

## Geschichte
Die erste urkundliche Erwähnung der Burg Altgrafenstein stammt aus dem Jahr 1158. Am 20. Juni dieses Jahres belehnte Bischof Roman I. von Gurk den Kärntner Landesherzog, Heinrich V. aus dem Geschlecht der Spanheimer mit der Besitzung und dem Hof Gravindorf. In der Lehensurkunde scheint auch die dem Orte zugehörige Burg als castrum gravenstaine auf. Da sie jedoch keine strategische Bedeutung hatte, besetzte Heinrich sie mit Vasallen: Zunächst mit Heinrich von Truchsen, dem später seine Söhne Gottfried und Adalbert/Albert als Burggrafen nachfolgten.
Aus dem Trixener Grafengeschlecht ging im Laufe des 12. Jahrhunderts die Familie der Grafensteiner hervor, die sich nach ihrer Stammburg benannten. Die bedeutendsten Abkömmlinge dieser Linie waren Heinrich von Grafenstein, der 1227 zu einem Turnier in St. Veit antrat und dort dem Minnesänger Ulrich von Liechtenstein unterlag, sowie Rudolf von Grafenstein, dessen Siegel 1954 zum Gemeindewappen erhoben wurde. Es zeigt einen Greifen, bzw. Wolf, der aus einer fünfzackigen Krone emporsteigt.
Nach dem raschen Aufstieg des zur Burg gehörigen Weilers zum forum Gravenstein und dem Aussterben des Grafengeschlechts derer von Grafenstein erfolgte im 14. Jahrhundert die Verpfändung der Burg, die nunmehr weder defensiven Anforderungen genügte, noch ihre Stellung als das wirtschaftliche und richterliche Zentrum des Ortes zu halten vermochte. So wechselte sie in rascher Folge ihre Besitzer: 1330 ging sie an Hans Liebenberg, 1351 an das Geschlecht der Kraiger.
Das große Erdbeben von 1348, bei dem das Dobratsch-Massiv in sich zusammenstürzte, dürfte auch das Ende der Burg bedeutet haben, denn nach 1348 wird sie in den Urkunden nur noch als Burgstall bezeichnet.
Im Laufe der folgenden drei Jahrhunderte verlor die Burg gänzlich an Bedeutung und verfiel derart, dass an eine Aufrechterhaltung ihres Charakters als Adelssitz und militärische Bastion nicht mehr zu denken war. Nach vielen Besitzerwechseln erwarb am 30. Juli 1629 Johann Andreas von Rosenberg die Herrschaft Grafenstein samt der Ruine, die nunmehr in Vergessenheit geraten sollte und zu einem Gegenstand der Sage wurde; aus der kleinen Grafenburg wurde so nachträglich das legendenhafte Schloss Lerchenau.

## Anlage
Die Burgruine Altgrafenstein ist über den Skarbin-Güterweg zu erreichen. Auf dem steilen, nur von Norden her begehbaren Felskegel sind immer noch Spuren von Mauerwerk sowie der romanische Grundriss zu erkennen. Im Felsen finden sich zahlreiche natürliche, jedoch offenbar künstlich erweiterte Höhlen und Nischen, in denen ebenfalls Reste von Gemäuern erkennbar sind. Vom Felsen selbst bietet sich dem Betrachter ein interessanter Blick über das gesamte Klagenfurter Becken dar.
Der Kärntner Burgenforscher Franz Xaver Kohla hat in den 1920er Jahren Ausgrabungen durchgeführt und dabei Teile eines den Felskegel umgebenden Ringwalls aufgefunden. Seine Entdeckungen sind im Lauf der Jahre wieder verschüttet worden und überwuchern seither.